# Богородское (Вольский район)
Богоро́дское — село в Вольском районе Саратовской области России. Входит в состав Широкобуеракского муниципального образования.

## География
Село находится в северной части области, в пределах Приволжской возвышенности, на берегах реки Новояблонка, к западу Саратовского водохранилища, на расстоянии примерно 24 километров (по прямой) к северо-востоку от города Вольск. Абсолютная высота — 41 метр над уровнем моря.

## История
В «Списке населённых мест Саратовской губернии по данным 1859 года» населённый пункт упомянут как владельческое село Богородское (Шишковка) Хвалынского уезда (1-го стана), расположенное в 42 верстах от уездного города Хвалынска. В селе имелось 25 дворов и проживало 725 жителей (338 мужчин и 387 женщин). Действовали православная церковь и три мельницы.
Согласно «Списку населённых мест Хвалынского уезда» издания 1914 года (по сведениям за 1911 год) в селе Богородском, входившим в состав Широко-Буеракской волости, имелось 236 хозяйств и проживало 1480 человек. В национальном составе населения преобладали великороссы. Функционировали церковь и церковная школа.

## Население
| 2002 | 2010 |
| ---- | ---- |
| 324  | ↘264 |

Гендерный состав
По данным Всероссийской переписи населения 2010 года в гендерной структуре населения мужчины составляли 50 %, женщины — соответственно также 50 %.
Национальный состав
Согласно результатам переписи 2002 года, в национальной структуре населения русские составляли 95 % из 324 чел.

## Улицы
Уличная сеть села состоит из четырёх улиц.

## Известные уроженцы
- Казаков, Василий Александрович (1924—2005) — советский военнослужащий, старший сержант, полный кавалер ордена Славы.
- Разин, Иван Петрович (1922—1996) — советский военный лётчик, подполковник, Герой Советского Союза.